# Церква святих чудотворців і безсрібників Косми і Дам'яна (Голгоча)
Церква святих чудотворців і безсрібників Косми і Дам'яна в Голгочі — парафія і храм греко-католицької громади Підгаєцького деканату Бучацької єпархії Української греко-католицької церкви в селі Голгоча Тернопільського району Тернопільської области.
Оголошена пам'яткою архітектури місцевого значення.

## Історія церкви
У 1830 році тодішній власник села Францішек Тарасевич розпочав будівництво нової однобанної мурованої церкви у формі корабля. Будівництво завершилося у 1853 році, а 14 листопада того ж року храм освятив о. Григорій Мамерський на свято святих Косми і Дам'яна.
З середини 1946 до 1990 року парафія перебувала в юрисдикції Московського патріархату, хоча підпільні греко-католицькі священники продовжували служити. У березні 1990 року греко-католицька громада була офіційно зареєстрована, а восени 1992 року храм повернули вірянам.
На парафії відбулося три місії:
- У 1938 році на честь 950-ліття хрещення Русі-України.
- 21 серпня 1994 року за участі отців Редемптористів та сестер Василіянок.
- 14 листопада 2004 року за участі о. Кубацького.

6 травня 2004 року єпископську візитацію здійснив владика Бучацької єпархії Іриней Білик.
З часу відновлення парафії тут діють братства Матері Божої Неустанної Помочі, «Цариці Вервиці», Вівтарна дружина та спільнота «Матері в молитві».
Громада власними силами збудувала кілька каплиць:
- Собор Івана Хрестителя (освячений 13 січня 1913 року).
- На честь проголошення незалежності України (24 серпня 1992 року).
- Різдва Богородиці (21 вересня 2005 року).
- Преображення ГНІХ (19 серпня 1998 року) у селі Волиця.

Також встановлено пам'ятні хрести: на честь скасування комуни (1991), до 550-ї річниці першої згадки про село (1995), та відновлено хрест на честь скасування панщини. У 2007 році могилу воїнів УПА перебудували на меморіал з великим хрестом і фігурою святого архистратига Михаїла. Улітку 2008 року встановлено фігуру Матері Божої. Парафія також має новозбудоване проборство (1995).

## Парохи
- о. Михайло Навроцький (1864—1890),
- о. Тимофій Бурдуляк (1890—1893),
- о. Іван Навроцький (1894—1922),
- о. Микола Ілевич (1922—1929),
- о. Василь Костюк (1929—1930),
- о. Мацалюх (1935—1935),
- о. Василь Стадних (1935—1944),
- о. Козяр (1944—1946),
- о. Роман Шафран,
- о. Ярослав Івасюк,
- о. Іван Хрептак (до 1993),
- о. Тарас Горпиняк (1993—1995),
- о. Василь Лехняк (1995—1996),
- о. Анатолій Гнатишин (з 5 травня 1997).